# Volymenhet
Volymenhet, rymdenhet, rymdmått, är måttenheter som används för att mäta volym.

## SI-enheterför volym
Den grundläggande SI-enheten för volym är kubikmeter (m3). För större eller mindre enheter kuberar man längdenheter med SI-prefix enligt mönstret km3, mm3, men större eller mindre enheter än så är ovanliga; då används ofta tiopotenser.
En mer behändig enhet är liter (l eller L) som numera definieras som exakt 1 dm3. Enligt en äldre definition var 1 liter den volym som upptogs av 1  kilogram destillerat vatten vid vattnets maximala densitet, d.v.s. vid +4 °C.

## Amerikanska volymenheter

Kärl för amerikanska mått.

- gallon US

- quart US
- pint US – 1 pint = 4 gills = 0,568 liter
- gill US – 1 gill = 5 fluid ounces (fl.oz) = 0,142 liter[2]

## Bibliska och Talmudiska volymenheter
- Efa (epha) – ett hebreiskt mått för torra varor motsvarande något över 36 liter[3]

- Hin – ett Biblisk och Talmudisk mått för flytande varor motsvarande ca 6 liter.[4]

- Kor – en hebreisk måttenhet motsvarande omkring 360 liter (och motsvarade 10 bat-mått)[5]

- Lägel (vinsäck) – i exempelvis Första Samuelsboken 16:20 och Jesaja 5:10

- Skäppa – ett mått av trä för säd eller vätska, rymde ca 12 liter[6](möjligen även måttkorg, sädeskorg, sädestunna)

## Brittiska volymenheter
- imperial gallon = 4,545 964 591 liter
- imperial pint = 0,568 261 liter
- 1 cubic inch (tum3) = 16,387021 cm3[7]
- 1 cubic foot (fot3) = 1728 cu. in. = 0,028317 m3[7]
- 1 cubic yard (yard3) = 27 cu. ft. = 0,764553 m3[7]
- 1 gill = 0,142061 liter[7]
- 1 pint = 0,568245 liter[7]
- 1 quart = 1,136490 liter[7]
- 1 Imperial gallon (England) = 4,545963 liter[7]
- 1 peck = 9,091926 liter[7]
- 1 bushel (England) = 36,367704 liter[7]
- 1 quarter = 290,94164 liter[7]
- 1 bushel (England) = 4 pecks = 8 Imp. Gallons[7]
- 1 Imp. gallon = 4 quarts = 8 pints[7]

## Svenska volymenheter inom matlagning
- kryddmått (krm) - 1 ml
- tesked (tsk) - 5 ml
- matsked (msk) - 15 ml (i översatta recept avser ibland matsked 20 ml)
- deciliter (dl) - 100 ml
- kaffekopp - 1,5 dl (måttet kaffekopp bör dock inte förväxlas med måttenheten kopp (cup), som används i de flesta engelskspråkiga länder vilket motsvarar omkring 2,4 dl)

## Historiska svenska volymenheter
De gamla verkmåtten användes 1739—1855. Det var ett duodecimalt system, d.v.s. med bas 12. För rymdmått användes dock bas 12 inte konsekvent. 1855—1880 användes decimalsystemet med bas 10 tillämpad på grundenheten svensk fot. 1 fot indelades i 10 decimaltum och 1 decimaltum indelades i 10 decimallinjer. De nya rymdmåtten baserades sedan på kubiker av de nya decimallängdmåtten. Sverige var tämligen ensamt om decimalsystemet.
- Ankare (flytande varor såsom vin, brännvin och öl) - 1 ankare = 1/4 åm = 15 kannor = 39,25 liter.[8]
- Ask (honung) - 1 ask = 3 kannor (7,851 liter).
- Ask (spannmålsmått i Småland och Dalarna) - motsvarade en 1/4 skäppa.
- Balja. Ett lågt ovalt laggkärl med två handtag med varierande volym om 50 till 100 liter och någon gång även 150 liter.[9]
- Bunke. Ett lågt ovalt laggkärl för våta varor, främst mjölk. Obestämd storlek, men sällan över en liter.[9]
- Butelj. Olika storlekar har förekommit: 1 butelj = 1/4 kanna.  1 kanna = 1/10 kubikfot = 2,6173 liter.[8]
- Bägare. Ett obestämt mått och även dryckeskärl.[9]
- Drittel. Mått för smör, motsvarande en tredjedels tunna.[9]
- Fat, även Åm (våta varor) - 1 fat (1 åm) = 2 halvfat = 4 ankare = 60 kannor = 157 liter.[9] Jämför med det man idag kallar för ett fat = 1 US barrel = 159 liter.
- Fjärding (våta varor) - 1 fjärding = 12 kannor = 31 liter.
- Foder. Vårt största rymdmått om 360 kannor = 942,12 liter.[9]
- Grepp. Så mycket som man kan gripa med handen.[9]
- Halvankare, se ankare.
- Halvfat, se fat.
- Halvkvarter, se kvarter.
- Halvstop, se stop.
- Halvtunna, se Tunna (våta varor).
- Handelsläst, även Svensk commersläst, var ett rymdmått motsvarande 1134 kannor, 20,25 strukna tunnor eller 29,7 hektoliter.[9]
- Handfull. Så mycket som ryms i en kupad hand.[9]
- Jungfru, även Ort (våta varor) - 1 jungfru = 1/4 kvarter = 1/16 stop = 1/32 kanna = 0,08178125 liter.[9]
- Kagge användes till förvaring av brännvin, ättika och svagdricka. En kagge var ett bukigt laggkärl av mindre storlek. I äldre tid var en kagge = ett ankare, men den blev så småningom mindre och en senare tids drickakagge rymde omkring 12-15 liter.[9]
- Kanna (torra varor) - 1 kanna = 1/56 tunna (för torra varor) = 4/7 kappe
- Kanna (våta varor) - 1 kanna = 1/48 tunna = 2 stop = 4 halvstop = 8 kvarter = 16 halvkvarter = 32 jungfrur = 2,617 liter.[9]
- Kappe (torra varor) - Enligt 1665 års regelverk: 1 kappe = 1/32 tunna (för torra varor) = 1/16 spann = 7/4 kanna = 4,58 liter. Metersystemet har också medfört att man i dagligt tal ungefärligen jämställt en kappe med 5 liter.
- Kar var ett stort långsträckt laggkärl, som användes för insaltat kött och fläsk. Det hade en obestämd rymd, men ofta verkar det ha innehållit 78 liter.[9]
- Kista var ett oberstämt förpackningsmått för glas och spik.[9]
- Kittel var ett äldre rymdmått, som motsvarade 3 såar eller 48 kannor = cirka 125,5 liter.[9]
- Kolstig, även ryss eller läst, var ett äldre svensk rymdmått för träkol.[9]
- Kopp är ett dryckeskärl med obesyämd volym. I kokböcker brukar dock en kaffekopp motsvara 1½ deciliter.[9]
- Kruka var ett obestämt måttet mestadels för mjölk, som varierade mellan 3 och 8 liter.[9]
- Kubikverklinje - 1 kubikverklinje = 1/1728 kubikverktum = 8,7 mm²
- Kubikdecimallinje = 1/1000 kubikdecimaltum = 26 mm3
- Kutting var liksom kaggen ett mindre bukigt laggkärl av obestämd storlek. Kuttingen var från början av samma storlek som ankaret (39 liter), men blev med tiden allt mindre och till sist under 19 liter. Användes mest för spritdrycker.[9]
- Kvarter (våta varor) - 1 kvarter = 1/8 kanna = 1/4 stop = 4 jungfrur = 0,327125 liter[9]
- Lakegodstunna var ett förvaringskärl och rymdmått för varor som kött, fläsk och sill. Den rymde i regel 48 kannor = 125,6 liter.[9]
- Mugg är ett dryckeskärl med obestämd volym.[9]
- Oxhuvud, ibland stavat oxehuvud (används för våta varor, särskilt vin) - 1 oxhuvud = 90 kannor = 235,53 liter.[9] Motsvaras i engelska av hogshead.
- Parm var ett volymmått för uppmätning av hö.[9]
- Pipa var ett laggkärl avsett för vintransport. 1 pipa = 2 oxhuvud = 180 kannor = 471,06 liter.[8]
- Skäppa (torra varor) - Ett mått som varierat mycket över landet. Sålunda var en skäppa exempelvis i Småland 1/6 tunna (18,3 liter), i Västergötland 1/5 tunna (29,3 liter) och i Bohuslän 1/4 tunna (36,6 liter).
- Stop (våta varor) - 1 stop = 4 kvarter = 1/2 kanna = 1,3085 liter.[9]
- Så - Motsvarar 16 kannor.[10]
- Sätting (våta varor) - 1 sätting = 1/8 tunna = 6 kannor = 15,7 liter
- Tunna (torra varor) - 1 tunna = 2 spann = 56 kannor = 146,6 liter struket mått eller 164,9 liter fast mått (med råge).
- Tunna (våta varor) - 1 tunna = 4 fjärdingar = 48 kannor = 125,6 liter
- Tunna (kol) - 1 tunna = 66 kannor = 164,9 liter
- 1 tunna löst mål = 2 spann = 6 skäppor = 8 fjärdingar = 146,6 liter
- Vedfamn, varierande mått i olika landsändar. 1 kubikfamn = 5,65 kubikmeter, 1 skogsfamn = 2,83 kubikmeter, 1 storfamn = 3,77 kubikmeter.

## Övriga volymenheter
- fat (barrel) – används för råolja och oljeprodukter motsvarande 159 l
- koku – en föråldrad japansk måttenhet motsvarande 180,39 liter
- stère – en äldre fransk måttenhet motsvarande en kubikmeter